# Lexington Herald-Leader
El Lexington Herald-Leader es un periódico estadounidense propiedad de The McClatchy Company y con sede en la ciudad de Lexington, Kentucky. Según el Editor & Publisher International Yearbook de 1999, la circulación paga del Herald-Leader es la segunda más grande del estado de Kentucky. El periódico ha ganado el Premio Pulitzer por Periodismo de Investigación de 1986, el Premio Pulitzer de Escritura Editorial de 1992 y el Premio Pulitzer por Caricatura Editorial de 2000. También había sido finalista en otros seis premios Pulitzer en el período de 22 años hasta su venta en 2006, un récord que no fue superado por ningún periódico de tamaño medio en los Estados Unidos durante el mismo período de tiempo.

## Historia

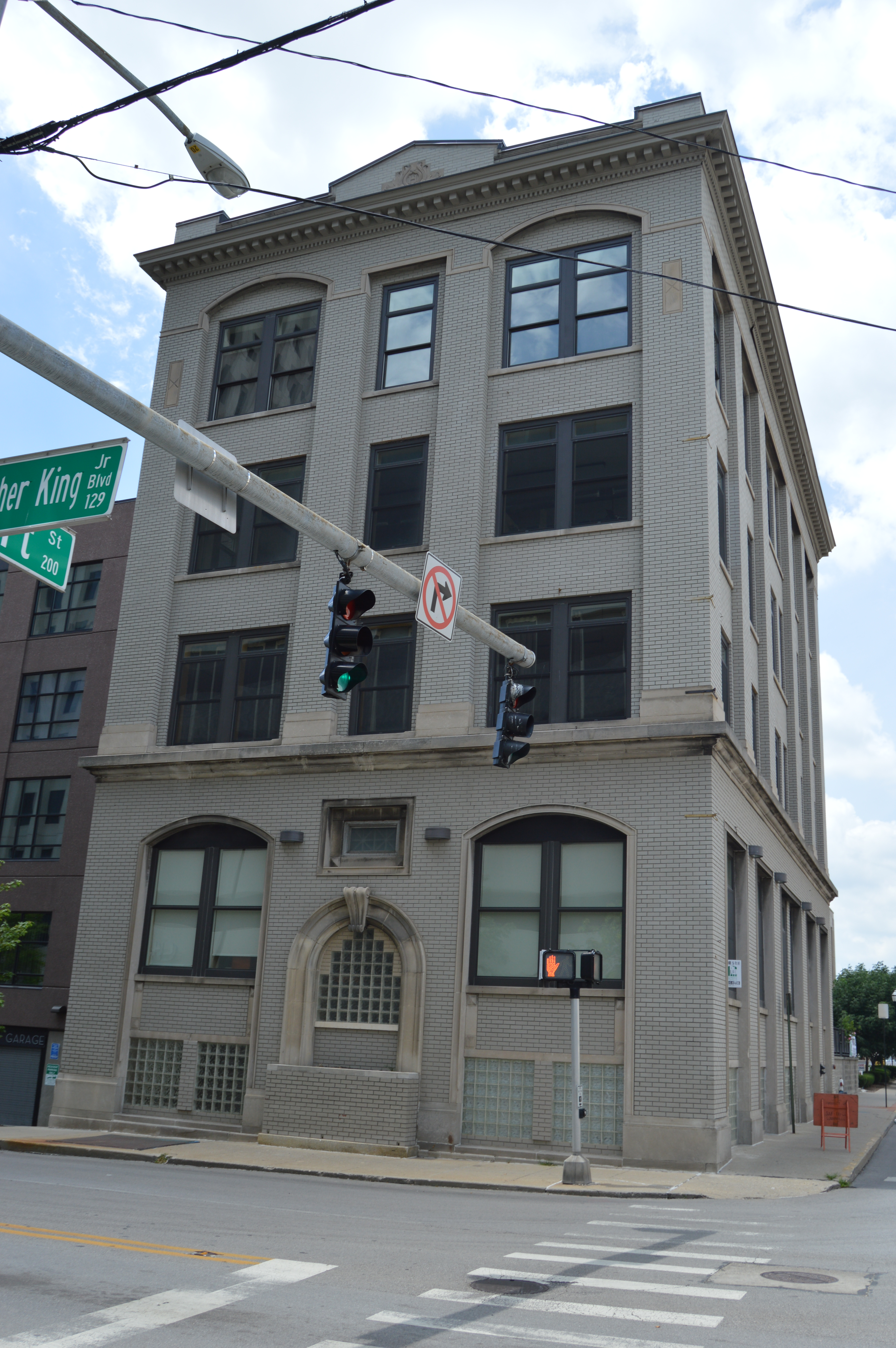
Antiguas oficinas en Walnut Street.

El Herald-Leader fue creado por una fusión en 1983 del Lexington Herald y el Lexington Leader. La historia del Herald comienza en 1870 con un periódico conocido como Lexington Daily Press. En 1895, un descendiente de ese periódico se publicó por primera vez como Morning Herald, que luego pasó a llamarse Lexington Herald en 1905. Mientras tanto, en 1888 un grupo de republicanos del condado de Fayette comenzó a publicar un periódico vespertino competidor llamado Kentucky Leader, que cambió su nombre al Lexington Leader en 1901.
En 1937, el propietario del Leader, John Stoll, compró el Herald. Los periódicos continuaron como entidades independientes durante 46 años. A pesar de la propiedad común, los dos periódicos tenían posturas editoriales diferentes; el Herald era moderadamente progresista mientras que el Leader era conservador. Los dos periódicos publicaron una edición dominical combinada. En 1973, ambos fueron comprados por Knight Newspapers, que se fusionó con Ridder Publications para formar Knight Ridder al año siguiente. Una década más tarde, en 1983, el Herald y Leader se fusionaron para formar el Lexington Herald-Leader de hoy. En 1985, el editor Creed Black permitió a los reporteros publicar una serie de artículos que exponían la corrupción generalizada dentro del equipo de baloncesto masculino Kentucky Wildcats de la Universidad de Kentucky. De 1979 a 1991, el periódico fue editado por John Carroll, quien pasó a editar The Baltimore Sun y Los Angeles Times.
El 11 de julio de 2001, el periódico redujo cuatro posiciones debido a la disminución de los ingresos por publicidad y los mayores costos del papel de periódico. Los columnistas de mucho tiempo Don Edwards y Dick Burdette aceptaron jubilaciones anticipadas voluntarias, pero todavía publicaron ocasionalmente como escritores colaboradores. Las eliminaciones de puestos de trabajo fueron una culminación de esfuerzos que comenzaron en mayo cuando la fuerza laboral se redujo en 15 puestos.
El 4 de julio de 2004, el periódico, en un esfuerzo por disculparse por no cubrir el movimiento por los derechos civiles en Estados Unidos, publicó un paquete de portada de historias y fotos de archivo que documentan a los habitantes de Lexington involucrados en el movimiento. Las historias, escritas por Linda B. Blackford y Linda Minch, recibieron atención internacional, incluida una historia en la portada de The New York Times. También recibió un premio profesional anual del capítulo de Kentucky de la Asociación de Bibliotecas Especiales.
El 27 de junio de 2006, The McClatchy Company compró Knight Ridder por aproximadamente $ 4 mil millones en efectivo y acciones. También asumió una deuda de Knight Ridder de $ 2 mil millones. McClatchy vendió 12 periódicos de Knight Ridder, pero el Herald-Leader fue uno de los 20 retenidos.

## Oficina y planta de producción
La nueva oficina y planta de producción del Herald-Leader se completó en septiembre de 1980 a un costo de 23 millones de dólares. Era una estructura de 158 990 pies cuadrados (14 771 m2) que contaba con 14 prensas offset Goss Metro que tenían la capacidad de producir 600 000 periódicos en una semana normal.
La planta está en un lote de 24 000 m2 (6 acres) en la esquina de East Main Street y Midland. El costo de $ 23 millones se dividió en $ 7 804 000 para arquitectura, $ 750 000 para interiores y $ 8 500 000 para equipos de producción y prensas.
En junio de 2016, se anunció que el Herald-Leader cesaría sus operaciones de impresión en Lexington, pasando esa función a Gannett Publishing Services, con sede en Louisville. Como resultado de la mudanza, 25 empleados a tiempo completo y cuatro empleados a tiempo parcial serían despedidos. También se anunció que la planta se pondría a la venta, y el administrador de tasación de propiedades del condado de Fayette evaluó la propiedad en $ 6,84 millones para fines fiscales. El primer número del Herald-Leader impreso en Louisville se publicó el 1 de agosto de 2016. El último número del Lexington Herald-Leader que se imprimió en Lexington se imprimió el 31 de julio de 2016. Marcó el final de 229 años de impresión de periódicos en Lexington.
El edificio Herald-Leader se ha propuesto como nuevo ayuntamiento para el gobierno del condado urbano de Lexington-Fayette. El personal restante se trasladará a un espacio de oficina más pequeño cuando se venda el edificio.